# Sound Shapes
Sound Shapes è un videogioco per PlayStation Vita ideato da Jonathan Mak e Shaw-Han Liem. Esso utilizza il nuovo schermo touch per posizionare i suoni dei diversi strumenti musicali. Il gioco è un platform a scorrimento laterale con un focus musicale.
Sound Shapes è stato mostrato all'E3 2012. Ha inoltre ricevuto 2 Game Critics Awards (Best Mobile e Best Casual).
La colonna sonora del videogioco, tra gli altri, vede la partecipazione di Beck, con i 3 pezzi: Cities, Touch the People e Spiral Staircase.

## Trailer
Il trailer è stato pubblicato il 4 giugno 2012 all'E3 2012.